# Oriel Chambers
Oriel Chambers es un edificio de oficinas situado en la Water Street, cerca del Ayuntamiento de Liverpool (Reino Unido). Fue el primer edificio del mundo con un muro cortina de vidrio con carpintería metálica. Diseñado por el arquitecto Peter Ellis y construido en 1864, está catalogado como monumento clasificado de grado I debido a su importancia arquitectónica.

## Historia
Ellis consiguió el encargo de las Oriel Chambers mediante concurso y lo completó en 1864, como pone de manifiesto la inscripción «A.D. 1864» presente en el gablete del edificio. Tiene 4000 m² de superficie repartidos en cinco plantas. Ellis consiguió maximizar la entrada de luz al interior usando una cuadrícula de miradores, que se convirtieron en el elemento más característico del edificio.
Inicialmente, no fue acogido favorablemente. La edición del 20 de enero de 1866 de The Builder lo atacó duramente:
El almacén de ladrillos más simple de la ciudad es infinitamente superior como edificio a esa gran aglomeración de burbujas salientes de vidrio de Water Street llamada Oriel Chambers. Si no hubiéramos visto ese gran engendro —lo que sería deprimente si no fuera ridículo— con nuestros propios ojos, deberíamos dudar sobre la posibilidad de su existencia. ¿Dónde se supone que se encuentra su belleza?
Sin embargo, el potencial del diseño de Ellis no se perdió en todos sus contemporáneos. John Wellborn Root estudió en Liverpool cuando era adolescente, después de que fuera enviado allí por su padre para que estuviera a salvo de la Guerra de Secesión tras la Campaña de Atlanta (1864). Con toda probabilidad, estudió el entonces recientemente construido Oriel Chambers y haría un buen uso de las lecciones aprendidas cuando se convirtió en un importante arquitecto de la escuela de Chicago, exportando así las ideas de Ellis al otro lado del Atlántico. Algunos de los rascacielos estadounidenses diseñados por Burnham & Root en la década de 1880 se caracterizan por largas hileras de ventanas mirador.

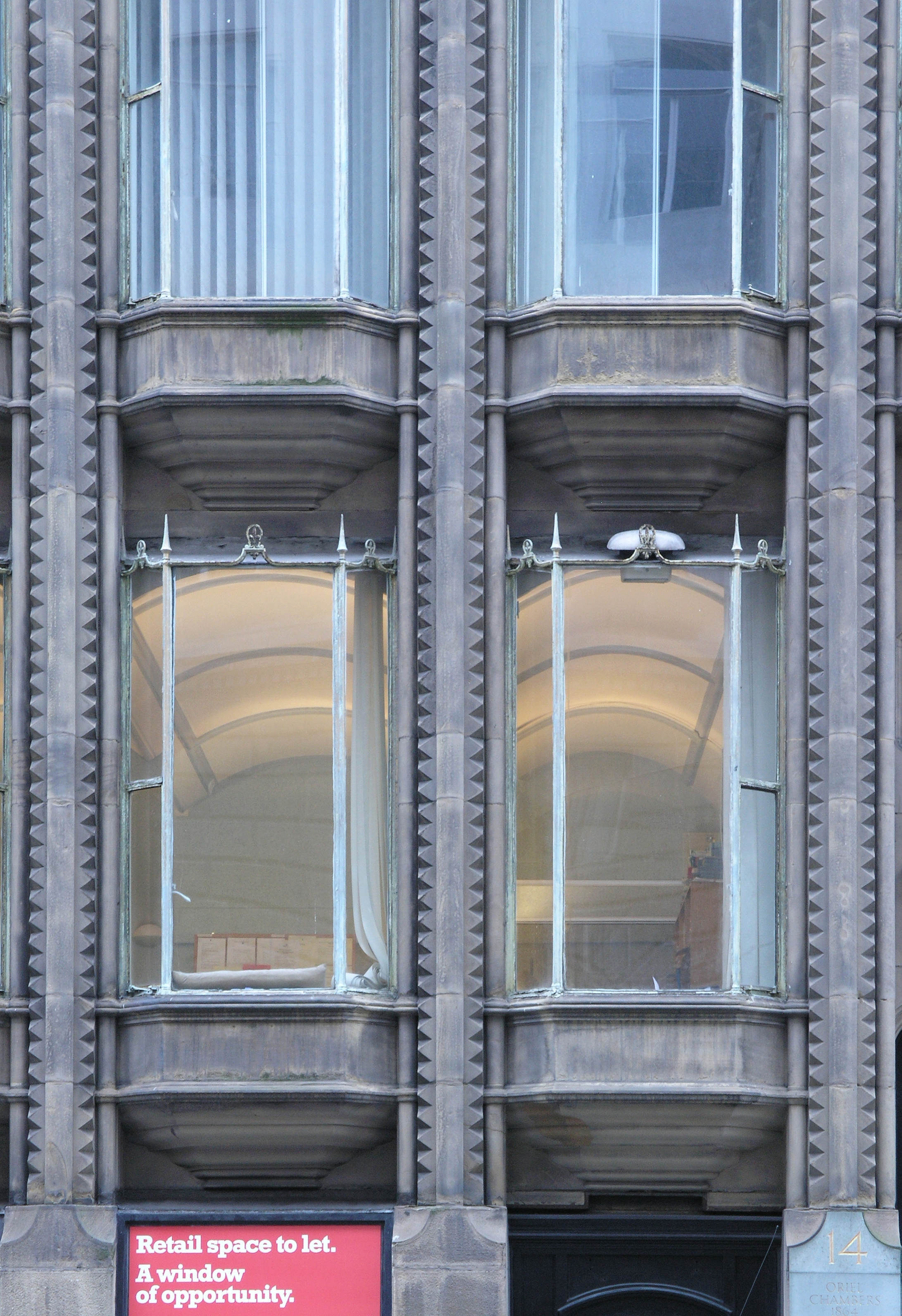
Detalle de los miradores.

Más importante, Oriel Chambers y el edificio diseñado por Ellis en el 16 Cook Street, también en Liverpool, están entre los precursores de la arquitectura moderna por otro motivo. Además del importante uso de vidrio en sus fachadas, ambos tienen muros cortina con carpintería de metal hacia los patios, lo que los convierte en dos de los primeros edificios del mundo que usaron este elemento. Ambos edificios tienen columnas de hierro con sección en H en el perímetro, que sostienen los forjados y el revestimiento. Sin embargo, el método usado por Ellis no fue adoptado por Burnham and Root: su Monadnock Building de 1891, por ejemplo, tiene sus características ventanas mirador colocadas todavía en muros de carga.
Reconociendo su modernidad, como era de esperar, la evaluación crítica de Oriel Chambers fue mucho más favorable en el siglo xx. Nikolaus Pevsner lo llamó «uno de los edificios más destacables de su época en Europa» y en su libro anterior, Pioneers of Modern Design, lo describe así:
La delicadeza de los elementos de hierro de los miradores de vidrio y el muro cortina en la parte trasera con los soportes verticales retraídos pero visibles desde el exterior es casi increíblemente adelantado a su tiempo.
El arquitecto Adam Caruso describe a las Oriel Chambers en términos casi poéticos:
Sus ventanas membranosas son casi una expresión del espacio abierto del interior presionando hacia el espacio de la calle.

## En la actualidad
En la actualidad el edificio tiene un aspecto ligeramente diferente, combinando su arquitectura de época con una ampliación de la década de 1950 añadida después de que los bombardeos aéreos alemanes destruyeran una pequeña sección durante la Segunda Guerra Mundial.
En 2006 fue comprado por Bruntwood a DCT Developments por algo más de 5 millones de libras, quien entonces se gastó 750 000 libras en la renovación del edificio. Bruntwood vendió el edificio en 2019 a Yakel Property Investment, que planea emprender obras para actualizar el edificio.
El principal inquilino del edificio es un conjunto de oficinas de barristers, que han ocupado varias partes desde 1965.

## En la cultura popular
Oriel Chambers y 16 Cook Street aparecieron en el primer episodio de la serie de televisión de la ITV (Granada / Tyne Tees) Grundy's Northern Pride, que analiza los edificios favoritos de John Grundy en el norte de Inglaterra, emitido el 9 de enero de 2007.